# Leme Athletico Club
Leme Athletico Club foi uma agremiação esportiva do bairro do Leme, na cidade do Rio de Janeiro.

## História
O clube possuía sede na Rua Gustavo Sampaio, nº 26, que na verdade pertencia ao The Rio de Janeiro Athetic Association, clube fundado em 04 de Julho de 1914 e que em 1944 mudou de nome para Leme Tênis Clube.
O clube disputou o campeonato da Liga Sportiva Carioca de 1918.
O clube desapareceu na década de 20. Posteriormente surgiram outros clubes na região, sem relação com o Leme AC como Leme Club, o Leme Hockey Club e o Desportivo Leme.

### Hockey
O clube também contou com um clube de Hockey. No dia 09 de setembro de 1917, o Leme enfrentou o São Paulo Hockey na sua sede, vencendo por 3x1. 